# Robert Lee (Texas)
Robert Lee es una ciudad ubicada en el condado de Coke en el estado estadounidense de Texas. En el Censo de 2010 tenía una población de 1049 habitantes y una densidad poblacional de 351,58 personas por km².

## Geografía
Robert Lee se encuentra ubicada en las coordenadas 31°53′41″N 100°29′8″O / 31.89472, -100.48556. Según la Oficina del Censo de los Estados Unidos, Robert Lee tiene una superficie total de 2.98 km², de la cual 2.95 km² corresponden a tierra firme y (1.13%) 0.03 km² es agua.

## Demografía
Según el censo de 2010, había 1049 personas residiendo en Robert Lee. La densidad de población era de 351,58 hab./km². De los 1049 habitantes, Robert Lee estaba compuesto por el 89.13% blancos, el 0.1% eran afroamericanos, el 2.1% eran amerindios, el 0% eran asiáticos, el 0% eran isleños del Pacífico, el 5.91% eran de otras razas y el 2.76% pertenecían a dos o más razas. Del total de la población el 23.26% eran hispanos o latinos de cualquier raza.